# Serafino Sprovieri
Serafino Sprovieri (San Pietro in Guarano, 18 maggio 1930 – Cosenza, 3 gennaio 2018) è stato un arcivescovo cattolico italiano.

## Biografia
Compì gli studi a Reggio Calabria presso il Seminario Pio XI.
Ordinato sacerdote dall'arcivescovo di Cosenza Aniello Calcara, il 12 luglio 1953, ne divenne segretario e gli venne affidata la direzione del locale settimanale cattolico Parola di vita, la segreteria dell'Unione Poeti e Scrittori Cattolici Italiani, unitamente al Premio Cosenza.
Dal 1962, per i successivi sedici anni, guidò diversi istituti di formazione religiosa in qualità di rettore: il Seminario Cosentino, dal 1962; il Seminario interdiocesano di Cosenza, dal 1972; il Pontificio Seminario Teologico San Pio X, in Catanzaro, dal 1975.
Eletto alla sede titolare di Temisonio l'11 febbraio 1978, papa Paolo VI lo nominò vescovo ausiliare dell'arcivescovo di Catanzaro e vescovo di Squillace. La consacrazione avvenne il 9 aprile dello stesso anno presso la chiesa del seminario teologico, per mano del cardinale Sebastiano Baggio. Due anni dopo, il 31 luglio 1980, fu promosso arcivescovo di Rossano e vescovo di Cariati.
Il 25 novembre 1991 papa Giovanni Paolo II lo trasferì alla sede di Benevento, nominandolo arcivescovo metropolita e conferendogli il pallio il 29 giugno dell'anno successivo. Prese possesso dell'arcidiocesi il 1º febbraio 1992, abbandonando la carica dopo quattordici anni, il 3 maggio 2006 per sopraggiunti limiti di età.
Il 18 maggio 2005 rinunciò al suo incarico per raggiunti limiti d'età, rinuncia che fu accolta da papa Benedetto XVI il 3 maggio 2006.
Risiedeva a Cosenza, sua diocesi di origine, dove è deceduto nel 2018 all'età di 87 anni.
È stato membro del Comitato Scientifico d'Onore della Fondazione Rachelina Ambrosini di Venticano.

## Genealogia episcopale e successione apostolica
La genealogia episcopale è:
- Cardinale Scipione Rebiba
- Cardinale Giulio Antonio Santori
- Cardinale Girolamo Bernerio, O.P.
- Arcivescovo Galeazzo Sanvitale
- Cardinale Ludovico Ludovisi
- Cardinale Luigi Caetani
- Cardinale Ulderico Carpegna
- Cardinale Paluzzo Paluzzi Altieri degli Albertoni
- Papa Benedetto XIII
- Papa Benedetto XIV
- Cardinale Enrico Enriquez
- Arcivescovo Manuel Quintano Bonifaz
- Cardinale Buenaventura Córdoba Espinosa de la Cerda
- Cardinale Giuseppe Maria Doria Pamphilj
- Papa Pio VIII
- Papa Pio IX
- Cardinale Alessandro Franchi
- Cardinale Giovanni Simeoni
- Cardinale Antonio Agliardi
- Cardinale Basilio Pompilj
- Cardinale Adeodato Piazza, O.C.D.
- Cardinale Sebastiano Baggio
- Arcivescovo Serafino Sprovieri

La successione apostolica è:
- Arcivescovo Antonio Ciliberti (1989)